# Noël Tijou
Noël Tijou (La Jubaudière, Francia ocupada; 12 de diciembre de 1941-Les Sables-d'Olonne, Francia; 23 de septiembre de 2023) fue un atleta francés especialista en la carrera de larga distancia y cross-country que participó en los Juegos Olímpicos y en el Campeonato Europeo de Atletismo.

## Carrera
Fue campeón francés junior en 1960 y en 1967 ganó el primero de sus siete títulos nacionales en Cross-country. Participó en dos ocasiones en el Campeonato Europeo de Atletismo en la prueba de 10000 metros, finalizando en noveno lugar y en décimo lugar en 1971 y tuvo su única aparición en los Juegos Olímpicos en la edición de Múnich 1972 en la prueba de 10000 m donde fue eliminado en el primer hit eliminatorio.
En 1969 participó en la Carrera Internacional de San Silvestre de São Paulo donde terminó en el lugar 15, aunque según reportes terminó en el lugar 13.

## Logros
- Campeón de Francia en los 10000 metros en 1967, 1969, 1970, 1971 y 1972.
- Campeón de Francia de cross-country en 1967, 1969, 1970, 1971, 1973, 1975 y 1977.
- Ganador del Cross des As du Figaro en 1967, 1969, 1972 y 1973.
- Cross international de Mézidon en 1970.
- Campeón de Francia a nivel de Veteranos de cross-country en cinco ocasiones.
- Campeón de France Junior de cross-country y los 3000 metros en 1960.

## Récords
- 56 competiciones representando a Francia de 1963 a 1977 y 4 en categoría junior de 1960 a 1961[8]
- Tuvo cinco años el récord nacional de Francia en los 10000 metros en 1971, 28:19,2.
- Récord de Francia en los 20000 metros en 1972 en 59:11,8.
- Récord de la Hora de Francia en 1972, con 20.285 kilómetros.
- Récord de Francia de veteranos (-45 años) en los 3000 metros en 1987.
- Récord de Francia de veteranos (-55 años) en los 5000 metros en 1997.
- Récord de Francia de veteranos (-55 años) en los 10 kilómetros en 1997.
- Mejor tiempo de un competidor de Francia en veteranos en la media maratón (-55 años) en 1998.
- Mejor tiempo de un competidor de Francia en los 10000 metros en 1973 con 28:27.